# Gustavia fusifer
Gustavia fusifer är en kvalsterart som först beskrevs av Koch 1841.  Gustavia fusifer ingår i släktet Gustavia och familjen Gustaviidae. Inga underarter finns listade i Catalogue of Life.